# Горобець малий
Горобець малий (Gymnoris dentata) — вид горобцеподібних птахів родини горобцевих (Passeridae).

## Поширення
Вид поширений у тропічній Африці від Мавританії та Гвінеї до Еритреї, а також у Ємені. Місцем його проживання є, як правило, напівсуха савана з розкиданими деревами та обробленими галявинами біля населених пунктів, на висотах приблизно до 1700 м.

## Опис
Це маленький птах з великим конічним дзьобом і коротким хвостом. Виростає до 13 см завдовжки. Самець має сіру корону, широкий, але нечітко виражений червонувато-коричневий суперцилій (брову) і сірувато-коричневе обличчя та горло, що оточують кремово-білий нагрудник. Дзьоб самця чорний протягом сезону розмноження, але темно-сірий протягом решти року. Оперення на верхніх частинах і хвості в основному коричневе, на хвості немає білого кольору. Верхня частина горла має нечітко виражену жовтувату пляму, а груди кремоподібно-коричневі, стають білішими на животі. Самка схожа, але має чітко окреслений білий суперциліум, коричневуваті, а не сірі корону та обличчя, дзьоб рожевого кольору та дві білі плями на крилах.